# Čedo Nikolovski
Čedo Nikolovski (ur. 3 maja 1961 w Otošnicy) – jugosłowiański zapaśnik walczący w stylu wolnym. Olimpijczyk z Seulu 1988, gdzie odpadł w eliminacjach w kategorii do 82 kg.
Szósty na mistrzostwach świata w 1985. Siódmy na mistrzostwach Europy w 1984, 1985 i 1988. Czwarty na igrzyskach śródziemnomorskich w 1987, siódmy w 1991.